# Schiller (groupe)
Schiller est un groupe allemand de musique électronique, nommé d'après le poète allemand Friedrich Schiller, d'expressions anglaise et allemande.

## Histoire
En 1998, Christopher von Deylen et Mirko von Schlieffen créent à Hambourg un projet musical orienté vers la musique club. Dès leur premier album Zeitgeist, son style se définit dans une musique électronique accentuée par une douce mélodie, le plus souvent avec un texte littéraire lu d'une voix synchrone en fond (Benjamin Völz (de), Franziska Pigulla (de), Hans Paetsch (de), Oliver Rohrbeck (de))
En 2000, Von Deylen voyage autour du monde avec son père. Il recrée ses impressions et ses expériences dans l'album Weltreise qui devient n°1 en Allemagne la première semaine de sa vente, avec la chanson Dream of You interprétée par Peter Heppner de Wolfsheim.
Au printemps 2002, von Deylen déménage à Berlin et investit à Friedrichshain dans un nouveau studio.
En juillet 2003, Von Deylen et Von Schlieffen se séparent ; depuis, von Deylen conduit seul le projet Schiller. Peu après sort le troisième album Leben avec de nombreux artistes invités : Peter Heppner, Anke Hachfeld (Milù) de Mila Mar, Kim Sanders (de), Alexander Veljanov de Deine Lakaien. La chanson The Smile est écrite avec Sarah Brightman. Ils l'interpréteront lors d'un concert à la Kulturbrauerei (de).
S'ensuit une tournée en deux parties, erLeben, la première de l'histoire du projet. Les concerts sont différents de l'album car aucun sample n'est utilisé, von Deylen joue avec un groupe sur scène. Le groupe était composé de Gary Wallis (qui est aussi le batteur des Pink Floyd en concert), Mickey Meinert à la guitare, Tissy Thiers à la basse et aux synthétiseurs Christoph Papendieck (directeur musical de Jean-Michel Jarre lors de son concert aux Pyramides d'Égypte).
Depuis 2004, von Deylen travaille avec Harald Blüchel le projet "Blüchel und von Deylen". Ils sortent en cette année deux albums. Le premier, Bi Polar, mélange musique classique moderne et sons électroniques. Le second, Mare Stellaris, est une commande du magazine Stern pour être la bande originale d'un documentaire sur l'Univers.
Le quatrième album de Schiller, Tag und Nacht, sort en octobre 2005. Y ont participé : Kim Sanders (de), Jette von Roth, Moya Brennan du groupe irlandais Clannad, Tarja Turunen (chanteuse de Nightwish qui venait de se séparer du groupe), Thomas D (de) des Die Fantastischen Vier et surtout Mike Oldfield qui fait un solo de guitare.
Une tournée a lieu du 27 avril 2006 au 13 mai 2006. Ralf Gustke (de) et Christian Kretschmar remplacent Gary Wallis et Christoph Papendieck. Cliff Hewitt arrive à la batterie électronique. Kim Sanders, Peter Heppner, Jette von Roth et Thomas D viennent sur scène. Pour la première fois, Schiller joue à l'étranger. Le 27 mai 2006, sur la Bebelplatz de Berlin, Schiller participe au concert pour le 150e anniversaire de Heinrich Heine. À cette occasion, Christopher von Deylen avait composé deux nouvelles chansons où Jette von Roth cite des textes de Heine. Le 1er août, Schiller joue devant 25 000 spectateurs à Athènes lors d'un festival en plein air avec le groupe Depeche Mode. Le 14 septembre, il donne un concert à Dubaï avec Kim Sanders, Jette von Roth et Peter Heppner. À la mi-novembre sort un DVD live, Daydream, de 120 minutes, avec cinq nouveaux morceaux, un documentaire sur le concert d'Athènes ainsi que les clips.
D'autres concerts ont eu lieu entre avril et juillet 2007 en Europe, comme à Tirana et à Kiev, à l'invitation de l'Institut Goethe.
Le 22 avril 2008, Schiller publie son cinquième album Sehnsucht qui contient trente titres dans lesquels on trouve Xavier Naidoo, Klaus Schulze, Ben Becker, Anna Maria Mühe, Ana Torroja (la chanteuse de Mecano), Despina Vandi, Isis Gee ou Jaël Malli. L'album est n° 1 en Allemagne la première semaine de sa vente. Par ailleurs, von Deylen produit le titre Time for Dreams du pianiste chinois Lang Lang. Il sert de générique à la ZDF pour leurs émissions consacrées aux Jeux Olympiques de Pékin. Il travaille aussi avec Colbie Caillat pour un single You qui sort sur la quatrième édition de Sehnsucht puis en single en octobre.
Le 12 mars 2010, c'est le sixième album, Atemlos qui s'inspire d'un voyage en Arctique. La chanson Polarstern porte le nom du navire de recherche sur lequel il voyageait. Les musiciens invités sont : Lenka, Midge Ure, Kate Havnevik, Jaki Liebezeit.
En octobre 2012, le septième album Sonne est aussi numéro un des ventes la semaine de sa sortie.
Publié le 30 août 2013, Opus, le huitième, comprend des collaborations avec le hautboïste allemand Albrecht Mayer, la pianiste française Hélène Grimaud et la chanteuse d'opéra russe Anna Netrebko. Il devient pareillement numéro un des ventes.
C'est en mars 2019 que le neuvième album (ou plutôt son "neuvième monde" comme narré à son ouverture), Morgenstund, déboule dans les bacs avec des éditions deluxe contenant plusieurs autres disques dont l'ambiant Wanderlust. Parmi les invités, on notera la présence de Mike Rutherford (Genesis (groupe), de Giorgio Moroder et de Tangerine Dream.
Le 1er juin 2020, Schiller se produit avec Thorsten Quaeschning (de) de Tangerine Dream à l'ufaFabrik de Berlin (sans public mais en streaming à cause de la pandémie de COVID-19).

## Discographie

### Albums
- 1999 : Zeitgeist
- 2001 : Weltreise
- 2003 : Leben
- 2005 : Tag und Nacht
- 2008 : Sehnsucht
- 2010 : Atemlos
- 2012 : Sonne
- 2013 : Opus
- 2016 : Future
- 2019 : Morgenstund
- 2021 : Epic

### Albums live
- 2004 : Live ErLeben
- 2006 : Tagtraum
- 2008 : Sehnsucht Live
- 2010 : Atemlos Live
- 2010 : Lichtblick
- 2013 : Sonne Live
- 2014 : Symphonia
- 2016 : Zeitreise Lve
- 2021 : Summer in Berlin

### Einlassmusik
CD créés pour être joués en prélude aux concerts
- 2004 : Die Einlassmusik 1
- 2004 : Die Einlassmusik 2
- 2006 : Die Einlassmusik 3
- 2008 : Die Einlassmusik 4
- 2008 : Die Einlassmusik 5
- 2010 : Die Einlassmusik 6
- 2011 : Die Einlassmusik 7
- 2012 : Die Einlassmusik 8
- 2012 : Die Einlassmusik 9
- 2013 : Die Einlassmusik 10
- 2016 : Die Einlassmusik 11
- 2016 : Die Einlassmusik 12
- 2017 : Die Einlassmusik 13
- 2017 : Die Einlassmusik 14

### Singles
- 1999 : Das Glockenspiel
- 1999 : Liebesschmerz
- 1999 : Ruhe
- 2000 : Ein schöner Tag
- 2001 : Dream of You
- 2001 : Dancing with Loneliness
- 2003 : Liebe
- 2003 : I feel you
- 2005 : Die Nacht…du bist nicht allein
- 2006 : Der Tag…du bist erwacht
- 2008 : Let Me Love You
- 2008 : Breathe feat September
- 2008 : Time for Dreams
- 2008 : You feat Colbie Caillat
- 2010 : Try feat Nadia Ali
- 2010 : Always You feat Anggun
- 2012 : Sonne feat Unheilig
- 2013 : Lichtermeer
- 2013 : Swan Lake feat Albrecht Mayer

### Christopher von Deylen
- 2020 : Colors